# Lourdeskapelle (Steindorf)
Die Lourdeskapelle ist ein Baudenkmal in Steindorf im Landkreis Aichach-Friedberg.
Sie wurde 1886 vom Steindorfer Pfarrer Georg Hackl gestiftet und an Stelle einer deutlich älteren Kapelle errichtet. Hackl brachte von Lourdes eine Nachbildung der Marienfigur von Joseph-Hugues Fabisch mit, für die er den Bau initiierte. Es handelt sich um einen Holzbau mit quadratischem Dachreiter nach Plänen des Münchner Bauamtsassessors Friedrich Adelung. Die Kapelle wurde am 2. Mai 1886 geweiht. Sie wurde 1997 renoviert und steht heute unter Denkmalschutz.